# Labrocerus laticornis
Labrocerus laticornis är en skalbaggsart som beskrevs av Sharp 1908. Labrocerus laticornis ingår i släktet Labrocerus och familjen ängrar. Inga underarter finns listade i Catalogue of Life.